# Viișoara (gmina Târgu Trotuș)
Viișoara – wieś w Rumunii, w okręgu Bacău, w gminie Târgu Trotuș. W 2011 roku liczyła 1027 mieszkańców.